# Порецкий, Лев Борисович
Лев Борисович Поре́цкий (25 мая 1923, Черкассы, Киевская губерния — 4 апреля 1983, Челябинск-70) — советский учёный в области экспериментальной ядерной физики, лауреат Сталинской премии третьей степени (1953).

## Биография
Родился 25 мая 1923 года в Черкассах (ныне Украина) в еврейской семье. В 1939 года поступил в Ленинградский политехнический институт имени М. И. Калинина и до войны окончил два курса.
В 1941—1945 годах в РККА, участвовал в боевых действиях в составе 63-й Гвардейской стрелковой дивизии (Ленинградский фронт), был ранен.
В 1949 году с отличием окончил ЛПИ имени М. И. Калинина по специальности «техническая физика». Работал в КБ-11 (ныне РФЯЦ — ВНИИЭФ, Саров Нижегородской области) в отделе Г. Н. Флёрова (отдел № 29): инженер, старший инженер, младший научный сотрудник. Участник создания первых советских образцов ядерного и термоядерного оружия.
С июня 1955 года работал в только что образованном НИИ-1011 (ныне РФЯЦ — ВНИИТФ имени академика Е. И. Забабахина, Снежинск): начальник отдела ядерно-физических исследований, затем — лаборатории измерения критической массы и ядерной безопасности .
Кандидат физико-математических наук (1956).

## Награды и премии
- Сталинская премия третьей степени (1953) — за ядерно-физические исследования, связанные с разработкой и испытанием изделия РДС-6с.
- орден Трудового Красного Знамени (1979)
- орден «Знак Почёта» (1954)
- две медали «За отвагу» (28.7.1943; 25.5.1945)
- медаль «За оборону Ленинграда» (22.2.1942)
- медаль «За победу над Германией в Великой Отечественной войне 1941—1945 гг.»

## Сочинения
- Горбачев В. М., Порецкий Л. Б. Сечения неупругого взаимодействия нейтронов с энергией 14 Мэв с некоторыми легкими элементами // Атомная энергия. Том 4, вып. 2. — 1958. — С. 191.
- Спектр нейтронов в воздухе от критической сборки U ***+Cu / В. А. Терехин, В. А. Крыжановский, В. Н. Коннов, Л. Б. Порецкий // Атомная энергия / АН СССР.- М. : Атомиздат, 1968. — Т. 25. — Вып. 2. — С. 153—154.